# Maxine Schaap
Maxine Schaap (1 november 2000) is een Nederlandse waterpolospeler. Schaap komt sinds het seizoen 2025-2026 uit voor de Italiaanse topclub SIS Roma. Eerder speelde ze voor het Italiaanse Plebiscito Padova, en ZV De Zaan.
Met De Zaan won ze in 2023 de landstitel en de KNZB beker.
Schaap maakte in juni 2022 haar Oranje-debuut op een groot internationaal toernooi toen ze werd geselecteerd voor het Wereldkampioenschap 2022 in Boedapest.
Met het Nederlandse team werd ze wereldkampioen in 2023 en Europees kampioen in 2024. 

## Erelijst

### Club
- 2022:  Supercup  met De Zaan[6]
- 2023:  Landskampioen met ZV De Zaan
- 2023:  KNZB beker met ZV De Zaan
- 2024:  Euro Cup met Plebiscito Padova

### Nationale team
- 2022:  Wereldkampioenschap in Boedapest
- 2023:  Wereldkampioenschap in Fukuoka
- 2024:  Europees kampioenschap in Eindhoven